# Allocation d'étude
L'allocation d'étude ou allocation d'autonomie, ou salaire social, ou pré-salaire, est, en France, un projet de mise en place d'une rémunération versée aux jeunes adultes  par l'État ou des établissements publics en contrepartie d'un projet de formation.
Cette approche portée par le syndicalisme étudiant est en partie reprise par des partis politiques ou des organisations de jeunesse de partis politiques.
Cette conception est fondée sur la notion syndicale, affirmée dans la charte de Grenoble, que l'étudiant est un « jeune travailleur intellectuel », il doit donc être rémunéré pour son activité d'étudiant et cette rémunération doit lui permettre de vivre décemment sans avoir à se salarier à côté de ses études.

## Projet de l'UNEF - Allocation d'autonomie
L'allocation d'autonomie est une revendication majeure de l'UNEF depuis la fin de la Seconde Guerre mondiale.
Le but est de réformer la manière dont sont attribuées les bourses par les CROUS ainsi que les différentes aides sociales existantes. L'UNEF qualifie le système d'aide actuel d'injuste, d'insuffisant et d'inadapté et propose pour y remédier d'instaurer l'allocation d'autonomie. Cette allocation serait financée par l'impôt.
Telle qu'elle est conçue aujourd'hui par la majorité de l'UNEF, elle devrait être universelle (accordée à toute personne en contrepartie d'un projet de formation, éventuellement avec une limite d'âge à condition de prévoir les cas de reprise d'études) et individualisée (elle ne tiendrait compte que de la situation propre de l'étudiant, et non plus celle de ses parents comme pour le système actuel) : ses revenus, s'il habite encore chez ses parents, etc. Chaque étudiant serait alors tenu de faire une déclaration individuelle de ses revenus.
Le MJS défend un projet similaire à celui de l'UNEF. Le Parti socialiste inclut cette revendication dans son projet mais son candidat François Hollande a rejeté cette idée lors des primaires. Dans son projet de « pacte éducatif » celui-ci défend un projet de « prêts remboursables ».
Europe Écologie Les Verts, dans son projet pour 2012 parle de transformer « en profondeur le système de bourses actuel par la mise en place d'une allocation d'autonomie jeunesse », donc à priori leur projet reposerait sur un financement par fiscalisation.

## Projet de Solidaires Étudiant-e-s - Le salaire social
Le projet de salaire social souhaite lui aussi améliorer les conditions de vie des étudiants, mais les modalités de financement différent profondément. Solidaires Étudiant-e-s défend le principe du salaire social, inspiré des travaux de l'économiste Bernard Friot, qui parle lui de salaire universel (ou de salaire à vie), ce salaire serait financé via les cotisations sociales.
Solidaires Étudiant-e-s estime que le système actuel repose sur un principe d’assistanat, est socialement injuste et inutilement complexe. Le syndicat estime qu'il faut effectuer une remise à plat complète du système d’aides sociales et faire en sorte que les études deviennent un droit collectif garanti par un statut et des droits communs et non pas un droit individuel réservé à une élite sociale.
L'organisation considère  les étudiants comme des travailleurs et donc considère qu'ils doivent percevoir une rémunération correspondant à leur qualification. Le mode de financement choisi est sensiblement le même que pour les retraites.
Ce projet est aussi défendu par le syndicat étudiant québécois ASSÉ et par l'organisation politique française alternative libertaire. Le NPA défend une « allocation d'autonomie » mais les modalités de financement proposées sont celles du salaire social. L'Union des étudiants communistes a défendu autrefois une version régionalisée de l'allocation d'autonomie, mais elle a défendu ensuite (à partir de mai 2009) une « allocation de formation » qui est fondée sur la socialisation avant de réclamer un « salaire étudiant » toujours financé par les cotisations sociales. Au sein du MJS, certains défendent cette approche.
Au sein de l'UNEF, ce type de financement via la partie socialisée du salaire semble toutefois ne pas être exclu. En effet Bernard Friot fut invité à animer une conférence lors du congrès de Lille en 2007 qui célébrait les 100 ans de l'organisation. De plus, la tendance TUUD de l'UNEF réclame un financement mixte de l'allocation d'autonomie donc une partie par l'État et une partie via les cotisations sociales et la tendance majoritaire de l'UNEF dans un texte en 2006 l'envisage.